# Air America

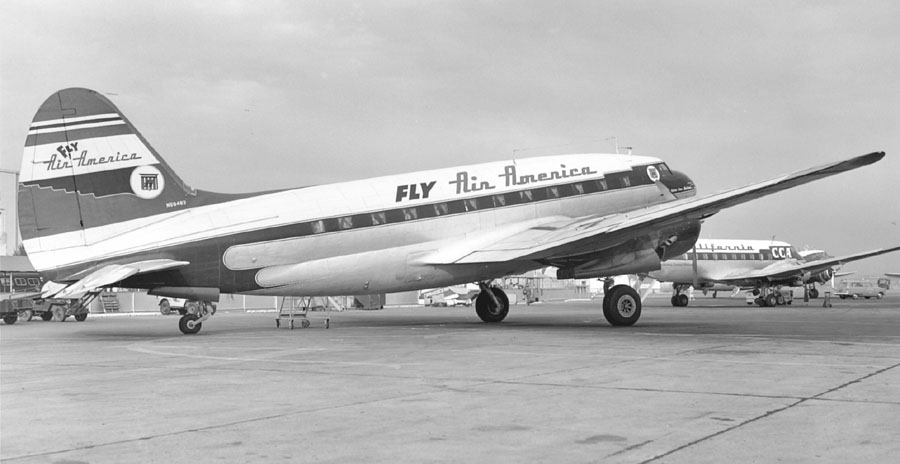
Curtiss C-46 der Air America, Oakland 1952

Air America war eine US-amerikanische Fluggesellschaft, die von der CIA kontrolliert wurde und während des Vietnamkriegs verdeckte Operationen in Südostasien durchführte. Nach außen hin trat sie dabei als zivile Fluggesellschaft auf.

## Geschichte

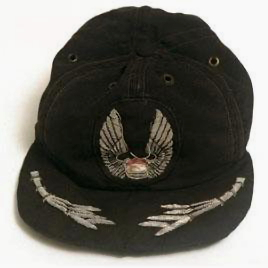
Air-America-Pilotenmütze

Hervorgegangen ist die Fluggesellschaft aus der Civil Air Transport (CAT), die im Besitz von Claire Lee Chennault Nachschubflüge an die chinesische Front im Zweiten Weltkrieg durchgeführt hatte. Als dem Unternehmen in der Nachkriegszeit der Bankrott drohte, wurde es als Tarngesellschaft 1949 von der CIA angekauft. Dazu wurde die Firma American Airdale Corporation in Delaware gegründet. Zum 7. Oktober 1957 erfolgte dann eine Umorganisation, nach der dann die Pacific Corporation, die noch weitere Fluggesellschaften betrieb, als Muttergesellschaft auftrat. Die eigentliche Namensänderung erfolgte erst zwei Jahre später.
Von 1959 bis 1962 gewährte Air America direkte und indirekte Unterstützung für die Operationen Ambidextrous, Hotfoot und White Star (Training für die laotischen Streitkräfte). Außerdem versorgte sie, schon seit 1950, die aufständischen Kuomintang in Birma mit amerikanischen Waffen, die teilweise von Taiwan aus geliefert wurden.
Von 1962 bis 1975 setzte Air America US-amerikanisches Personal ein, um logistische Unterstützung für die Secret Army zu gewährleisten, transportierte Flüchtlinge und machte sogar Aufklärungsflüge. Es wurden auch SAR-Missionen für abgestürzte Kampfpiloten in Indochina durchgeführt. Die Piloten der Air America waren die ersten Zivilisten, die an Kampfhandlungen teilnahmen.
Die CIA heuerte Feuerspringer des U.S. Forest Service an, die außerhalb des Sommers in den USA Leerlauf hatten. Sie waren geeignet, da sie bereits in einer quasi-militärischen Struktur arbeiteten und im Fallschirmspringen sowie dem Absetzen von Luftladung in schwierigem Terrain geschult waren.
Im Sommer 1970 wurden 24 zweimotorige Transportflugzeuge und 24 weitere STOL-Flugzeuge sowie 30 Hubschrauber für Operationen in Burma, Kambodscha, Thailand und Laos eingesetzt. Während dieser Zeit arbeiteten über 300 Piloten, Kopiloten, Flugmechaniker und Lademeister, die allesamt in Laos Lima Site 98 (LS 98) oder Lima Site 20A (LS 20A) bzw. in Thailand Udorn Royal Thai Air Force Base stationiert waren, für die Air America. Im Jahr 1970 transportierte Air America 20.000 t Lebensmittel nach Laos.
Als 1975 nordvietnamesische Streitkräfte Südvietnam einnahmen, wurden das Personal der US-Botschaft in Saigon, ihre Angehörigen und Mitarbeiter der Regierung von Südvietnam in letzter Minute durch Hubschrauber der Air America in Sicherheit gebracht. Als Sinnbild der amerikanischen Flucht gilt ein Foto, das Hubert van Es aufnahm: es zeigt einen Bell UH-1-Hubschrauber der Air America, jedoch nicht auf dem Botschaftsgelände der US-Botschaft, sondern auf dem Dach eines von der CIA genutzten Appartementkomplexes an der Gia-Long-Straße.
Nach dem Rückzug aus Vietnam gab es einen vergeblichen Versuch, die Fluggesellschaft auf dem thailändischen Flughafen Udon Thani, dem Luftfahrt-Drehkreuz und Hauptquartier für Asien, weiterzuführen. Infolge des Scheiterns dieses Versuches wurde Air America am 30. Juni 1976 offiziell aufgelöst.

## Flotte

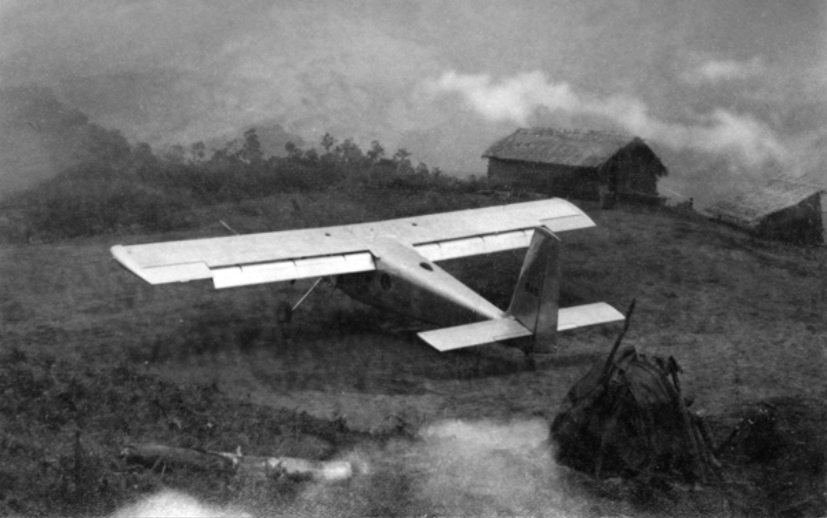
Helio U-10D der Air America 1970 in Laos

Während ihrer Existenz unterhielt die Airline (Air America) diverse Flugzeuge mit STOL-Eigenschaften sowie auch einige Helikopter.
Es gab einen großen Austausch von Flugzeugen und Helikoptern zwischen mehreren unterschiedlichen Unternehmen, die zusammen als Air Opium bekannt sind.

## Staatlich organisierter Drogenhandel
Air America war in großem Stil als Transporteur in den Drogenhandel verwickelt. Verbündete (meist informelle) Armeen wurden von amerikanischen Geheimdiensten, wie früher schon von den Franzosen (damals durch die GCMA), finanziert, indem von diesen in ihrem Auftrag von „Bergvölkern“ (insbesondere den Hmong) angebautes Opium und daraus raffiniertes Heroin mit Hilfe der CIA auf den Markt gebracht wurde. Ein guter Teil der Profite aus diesem Geschäft floss an amerikafreundliche Politiker, wie Ouane Rattikone und den südvietnamesischen Luftwaffenchef und späteren Premier Nguyen Cao Ky.
Die Air America war in dieser Schmugglerfunktion die Nachfolgeorganisation der Air Laos Commerciale und anderer als „Air Opium“ bekannter Fluggesellschaften. Der amerikanische Geschichtsprofessor Alfred W. McCoy hat diese Vorgänge detailliert in seinem Buch The Politics of Heroin. CIA Complicity in the Global Drug Trade beschrieben (deutsch: Die CIA und das Heroin; Verlag Zweitausendeins, 2003). Die CIA versuchte 1972 vergeblich, das Buch „aus Gründen der nationalen Sicherheit“ zu zensieren. Die Veröffentlichung hatte eine Reihe von Untersuchungskommissionen in den USA zur Folge, bei denen auch McCoy als Zeuge aussagte, wobei sämtliche CIA-Zeugen jegliche Beteiligung an illegaler Aktivität abstritten. Robert Sproull, ehemaliger DARPA-Direktor, äußerte Vermutungen, dass Teile seiner Behörde über Project AGILE (William Godel) in Air America involviert waren.

## Zwischenfälle
- Am 26. November 1960 verloren die Piloten einer Curtiss C-46F-1-CU Commando der CIA-Fluggesellschaft Air America (illegales Luftfahrzeugkennzeichen: B-130) die Kontrolle über das Höhenruder. Deshalb wurde nahe der Ebene der Steinkrüge (Laos) eine Notlandung durchgeführt. Dabei wurde das Flugzeug irreparabel beschädigt. Von den 3 Besatzungsmitgliedern wurden 2 getötet.[7]

- Am 13. August 1961 wurde eine Curtiss C-46F-1-CU Commando der Air America (B-136) während des Abwurfs von Gütern im Distrikt Amphoe Pha Khao (Thailand) bei einer scharfen Kurve in einen Bergkamm geflogen. Der Nachschub wurde der CIA-finanzierten Hmong-Guerilla geliefert. Bei diesem CFIT (Controlled flight into terrain) wurden alle 6 Insassen getötet, fünf Besatzungsmitglieder und ein CIA-Passagier.[8]

- Am 4. Februar 1962 stürzte eine Curtiss C-46D-20-CU Commando der Air America (B-916) beim Abwerfen von Nachschub bei Xieng Khouang (Laos) ab. Alle 6 Besatzungsmitglieder kamen ums Leben.[9]

- Am 17. Juli 1963 wurde eine Curtiss C-46F-1-CU Commando der Air America (B-148) bei diesigem Wetter im Distrikt Pak Tha im nördlichen Laos gegen einen Hügel geflogen, als sie auf einem Abwurfflug für die Guerilla unterwegs war. Bei diesem CFIT (Controlled flight into terrain) wurden alle 6 Besatzungsmitglieder getötet, die einzigen Insassen.[10]

- Am 5. September 1963 wurde eine Curtiss C-46F-1-CU Commando der CIA-Fluggesellschaft Air America (illegales Kennzeichen: B-150) nahe Ban Phone Mouang (Laos) beim Abwurf von Versorgungsgütern abgeschossen. Die beiden Piloten wurden getötet, der Funker und das Abwurfpersonal gefangen genommen.[11]

- Am 27. Dezember 1963 verunglückte eine Douglas DC-3/C-47A-70-DL der CIA-Fluggesellschaft Air America (B-815), betrieben für die Royal Thai Border Police, 56 Kilometer südwestlich von Songkhla (Thailand) ab. Nähere Einzelheiten sind nicht verfügbar. Alle 12 Insassen, drei Besatzungsmitglieder und 9 Passagiere, wurden getötet.[12]

- Am 28. April 1966 überdrehte an einer Curtiss C-46D-20-CU Commando der CIA-Fluggesellschaft Air America (gemietet von China Airlines) (illegales Kennzeichen: CA-1) beim Start vom Flugplatz Kontum (Vietnam) der Propeller Nr. 1 (links) mit rund 3000 rpm. Da bei etwa 80 Knoten kaum noch Startbahn übrig blieb und sich zu beiden Seiten davon Flugzeuge und Zelte der US-Streitkräfte befanden, fuhr der Kommandant das Fahrwerk ein und machte in einem geradeaus liegenden Feld eine Bauchlandung. Dabei wurde das Flugzeug irreparabel beschädigt. Alle Insassen überlebten den Unfall, jedoch wurden zwei Menschen am Boden getötet.[13]

- Am 17. November 1966 wurde eine Curtiss C-46D-20-CU Commando der CIA-Fluggesellschaft Air America (illegales Kennzeichen: B-156) von Maschinengewehrfeuer getroffen. Es kam zu einer Bruchlandung auf dem Militärflugplatz Tam Ky (Südvietnam). Alle 34 Passagiere und die Besatzung überlebten den Unfall. Das Flugzeug wurde irreparabel beschädigt.[14]

- Am 11. Juni 1967 wurde eine Douglas DC-3/C-47A-60-DL der Air America (B-827) im Anflug auf den Flugplatz Quang Ngai (Südvietnam) mit Handfeuerwaffen beschossen und fing Feuer. Nach der Notlandung brannte das Flugzeug komplett aus. Alle Insassen überlebten den Unfall.[15]

- Am 25. November 1968 fiel an einer Curtiss C-46D-20-CU Commando der Air America (N1386N) kurz nach dem Start vom Flughafen Savannakhet (Laos) ein Triebwerk aus. Die Maschine stürzte 3 Kilometer hinter dem Flughafen ab, eine Tragfläche löste sich und fing Feuer, der Rumpf kam auf dem Rücken zu liegen. Von den 28 Insassen kamen 26 ums Leben, alle drei Besatzungsmitglieder und 23 Passagiere.[16]

- Am 16. Januar 1969 wurde eine Douglas DC-3/C-47A-90-DL der Air America (CIA 949) bei schlechtem Wetter 29 Kilometer südöstlich vom Abflughafen Hue (Südvietnam) in einen Berg geflogen. Die Unfallstelle lag 36 Kilometer nordwestlich des Militärflugplatzes Da Nang, wohin der kurze Flug führen sollte. Bei diesem CFIT (Controlled flight into terrain) wurden alle 12 Insassen, drei Besatzungsmitglieder und 9 Passagiere getötet.[17]

- Am 2. Juni 1971 wurde eine Curtiss C-46D-20-CU Commando der CIA-Fluggesellschaft Air America (illegales Kennzeichen: XW-PFL) beim Versuch, Nachschub abzuwerfen, in der Nähe von Bouam Long (Laos) beschossen und stürzte in  einen Hügel. Beide Piloten, die einzigen Insassen auf dem Frachtflug, wurden getötet.[18]

- Am 5. Juni 1972 flog eine Curtiss C-46 der Air America („EM-2“) auf dem Flug von Hue während eines radargestützten Anflugs auf den Flughafen Pleiku in einen Hügel, nachdem der Funkkontakt verloren gegangen war. An Bord befanden sich überwiegend US-amerikanische und südvietnamesische Soldaten. Alle 32 Insassen, 3 Besatzungsmitglieder und 29 Passagiere, wurden getötet.[19]

- Am 29. Dezember 1973 setzte eine Douglas DC-3/C-53D-DO der taiwanischen China Airlines, betrieben für die Air America (EM-3/B-1531), zu spät auf der Landebahn auf dem Flugplatz Dalat/Cam-Ly (Vietnam) auf. Um ein Überrollen des Bahnendes zu vermeiden, forcierte der fliegende Pilot das Flugzeug in einen Ringelpiez, an dessen Ende das Flugzeug auf einem sehr steilen Abhang zum Stehen kam. Das Flugzeug war erheblich beschädigt und wurde aufgrund von Berichten über Landminen an der Absturzstelle aufgegeben. Alle neun Insassen, drei Besatzungsmitglieder und sechs Passagiere, überlebten den Unfall.[20]

## Trivia

### Filme
- Roger Spottiswoode drehte 1990 angelehnt an die tatsächlichen Ereignisse den Film Air America mit Mel Gibson und Robert Downey Jr. in den Hauptrollen.